# Hemoglobinopatia

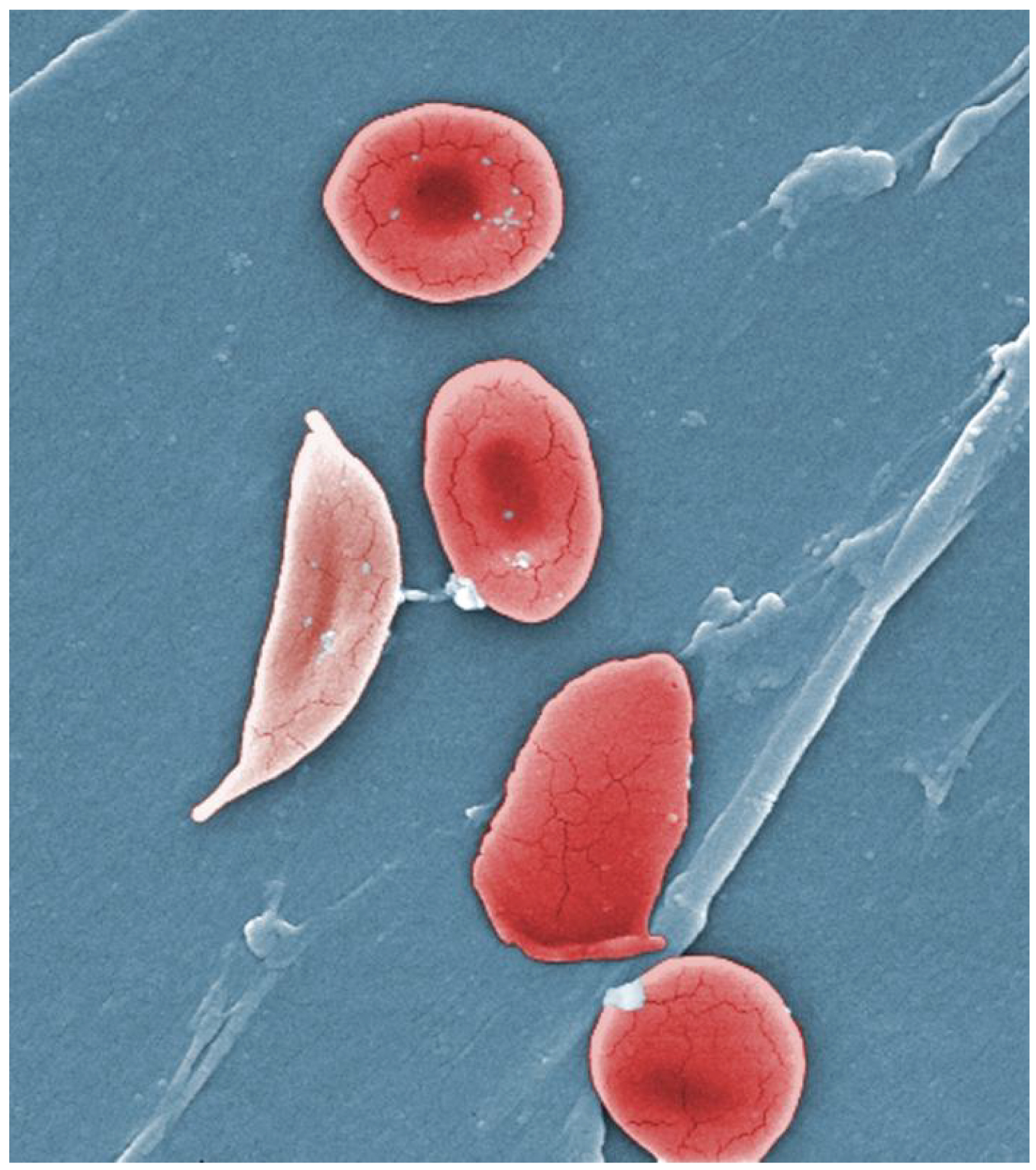
Normalne erytrocyty obok krwinki dotkniętej anemią sierpowatokrwinkową

Hemoglobinopatia – defekt genetyczny, objawiający się błędną strukturą jednego z łańcuchów globiny w cząsteczce hemoglobiny. Hemoglobinopatie są przyczyną anemii, również hemolitycznych.
W obrazie mikroskopowym anemii sierpowatej erytrocyty wyróżniają się patologicznym kształtem, wielkością i strukturą obwodu, co powoduje zniszczenie narządów i problemy w układzie krążenia, podczas gdy w talasemii mamy do czynienia z zaburzeniem produkcji erytrocytów, których kształt nie odbiega od normy.